# 阿伯丁鎮區 (新澤西州)
阿伯丁鎮區（英語：Aberbeen Township）是位於美國新澤西州蒙茅斯縣的一個鎮區。

## 地方資料
阿伯丁鎮區的面積為20.13平方千米，當中陸地面積為14.10平方千米，而水域面積為6.03平方千米。根據2020年美國人口普查的數據，當地共有人口19329人，而人口密度為每平方千米960.21人。